# 사쿠라코 씨의 발밑에는 시체가 묻혀 있다
《사쿠라코 씨의 발밑에는 시체가 묻혀 있다》(일본어: 櫻子さんの足下には死体が埋まっている)는 오오타 시오리가 지은 소설이다. 2015년 10월에 애니메이션 방영이 시작되었으며 일본 현지 방송사는 도쿄 MX이다.

## 개요
본래 2012년에 E★에프리스타에서 연재된 웹소설로, E★에프리스타 전자서적대상 미스테리 부문, 괴도 로얄 소설 대상에서 우수상, E★에프리스타 X 쿼텟 소설 콘테스트에서 대상을 수상하였다. 저자는 삿포로시 출신으로, 2012년까지 아사히카와시에 거주하고 있었다. 2015년 2월 24일에 애니메이션화가 발표되었고, 같은 해 10월부터 12월까지 방영되었다. 또한 만화판으로도 《영 에이스》에서 2015년 8월호부터 2017년 12월호까지 연재되고 있다. 2017년 4월부터 미즈키 아리사 주연으로 드라마화될 예정이다.

## 등장인물
라디오 드라마 / 텔레비전 애니메이션 성우
타테와키 쇼타로
성우 - 카지 유우키 / 에노키 준야
쿠조 사쿠라코
성우 - 코시미즈 아미 / 이토 시즈카
코가미 유리코
성우 - 이마무라 아야카
사와 우메
성우 - 이소베 마사코
이소자키 이츠키
성우 - 히루마 슌야 / 이시다 아키라
이마이 하루토
성우 - 카키하라 테츠야
치요다 쇼코
성우 - 이노우에 키쿠코
우츠미 히로키
성우 - 타카하시 히로키
토미나가 유카
성우 - 스도 후카
후지오카 타케시
성우 - 히라카와 다이스케
후지오카 미유키
성우 - 츠네마츠 아유미
헥터
하나후사
성우 - 코야스 타케히토

## 도서 정보
| 권수 | 제목                                                              | 수록화 | 초판 발행 일자   | ISBN                   |
| ---- | ----------------------------------------------------------------- | --- | ---------------- | ---------------------- |
| 1    | 사쿠라코 씨의 발밑에는 시체가 묻혀 있다                           | - 프롤로그 - 제1뼈 아름다운 사람 - 제2뼈 머리 - 제3뼈 장미 나무 밑에 - 에필로그                                        | 2013년 2월 25일  | ISBN 978-4-04-100695-5 |
| 2    | 사쿠라코 씨의 발밑에는 시체가 묻혀 있다 뼈와 석류와 여름 방학     | - 프롤로그 - 제1뼈 여름에 잠 뼈 - 제2뼈 당신의 집은 어디입니까 - 제3뼈 살해 당해도 좋은 사람 - 에필로그                | 2013年5月25日    | ISBN 978-4-04-100839-3 |
| 3    | 사쿠라코 씨의 발밑에는 시체가 묻혀 있다 비와 9월과 너의 거짓말    | - 프롤로그 - 제1뼈 저주받은 남자 - 제2뼈 할머니의 푸딩 - 제3뼈 투입한 뼈 - 에필로그                                    | 2013年9月25日    | ISBN 978-4-04-101010-5 |
| 4    | 사쿠라코 씨의 발밑에는 시체가 묻혀 있다 나비는 십일월에 사라졌다  | - 프롤로그 - 제1뼈 고양이는 무려 말했다? - 제2뼈 내가 신부에게 갈 때 - 제3뼈 나비는 11월에 사라졌다 - 에필로그         | 2014年2月25日    | ISBN 978-4-04-101227-7 |
| 5    | 사쿠라코 씨의 발밑에는 시체가 묻혀 있다 겨울의 기억과 시간의 지도 | - 겨울의 기억과 시간의 지도 - Special Short Story 손바닥의 부드러움                                                    | 2014년 6월 25일  | ISBN 978-4-04-101630-5 |
| 6    | 사쿠라코 씨의 발밑에는 시체가 묻혀 있다 흰색에서 시작되기 비밀    | - 프롤로그 - 제1뼈 흙을 파고 여성 - 인터미션 - 제2뼈 망령 이메일 - 에필로그                                            | 2014년 11월 25일 | ISBN 978-4-04-101631-2 |
| 7    | 사쿠라코 씨의 발밑에는 시체가 묻혀 있다 노래하는 손가락           | - 프롤로그 - 제1뼈 Bloody Valentine's Day - 제2뼈 아사히 브리지 이레귤러즈 - 제3뼈 얼어 붙은 거짓말 - 에필로그         | 2015년 2월 25일  | ISBN 978-4-04-101632-9 |
| 8    | 사쿠라코 씨의 발밑에는 시체가 묻혀 있다 시작 소리                 | - 프롤로그 - 제1뼈 뒷면과 표면 - 제2뼈 새끼를 부르는 소리 - 제3뼈 탈피 - 에필로그 - Special Short Story 북쪽의 세 현인 | 2015년 9월 25일  | ISBN 978-4-04-103001-1 |
| 9    | 사쿠라코 씨의 발밑에는 시체가 묻혀 있다 늑대의 시간               | - 프롤로그 - 제1뼈 늑대의 시간 - 제2뼈 오전 4시의 노크 - 에필로그                                                      | 2016년 1월 25일  | ISBN 978-4-04-103004-2 |
| 10   | 사쿠라코 씨의 발밑에는 시체가 묻혀 있다 8월의 환상                | - 프롤로그 - 제1뼈 외날의 까마귀 - 제2뼈 비오는 밤의 괴이 - 제3뼈 8월 4일의 리지 보덴 - 에필로그                       | 2016년 7월 25일  | ISBN 978-4-04-103006-6 |

특별편
| 권수 | 제목                                                                                             | 수록화        | 초판 발행 일자  | ISBN   |
| ---- | ------------------------------------------------------------------------------------------------ | ------------- | --------------- | ------ |
|      | 사쿠라코 씨의 발밑에는 시체가 묻혀 있다 황혼의 시간 41년 감사 세이부 아사히카와 점 특별편 소책자 | - 황혼의 시간 | 2016년 9월 30일 | 비매품 |

## 라디오 드라마
웹 사이트 《신간 JP》에서 전달되는 인터넷 라디오《신간 라디오》제1699회 (2014년 3월 14일 배달)의 내용으로 제4권수록 한 편 〈나비는 11월에 사라진〉 첫 부분 만 라디오 드라마로 방송되었다.

## 만화
《영 에이스》 (KADOKAWA)에서 2015년 8월호부터 2017년 12월호까지 연재되었다. 작화는 미즈구치 토오가 담당하고있다.
- 오오타 시오리 (원작), 테츠오 (캐릭터 원안), 미즈구치 토오 (작화)《사쿠라코 씨의 발밑에는 시체가 묻혀 있다》KADOKAWA(카도카와 코믹스 에이스), 전 2권
  1. 2015년 11월 26일 초판 발행(같은 날 발매[5], ISBN 978-4-04-103678-5
  2. 2018년 2월 2일 초판 발행(같은 날 발매[6]), ISBN 978-4-04-103679-2

## 텔레비전 애니메이션
2015년 10월부터 12월까지 TOKYO MX, KBS 교토 기타에서 방송되었다.

## 텔레비전 드라마
2017년 4월 23일에서 6월 25일까지 후지 TV계 일요일 밤 9시 드라마에서 방송 개시. 주연은 미즈키 아리사이다.

### 캐스트

#### 주요 인물
쿠조 사쿠라코 - 미즈키 아리사
타테와키 쇼타로 - 후지가야 타이스케 (Kis-My-Ft2)
시쿠라 아이리 - 신카와 유아
야마지 테루히코 - 타카시마 마사히로
이소자키 이츠키 - 카미카와 타카야

#### 하치미네 경찰서
콘도 타쿠야 - 호소다 요시히코
아라이 류타 - 타나카 소겐

#### 시젠노모리 박물관
타니가미 카요히로 - 콘도 코엔
스기모리 시게오 - 와타나베 켄키치

#### 기타
사와 우메 - 와시오 마치코

### 스테프
- 원작 - 오오타 시오리《사쿠라코 씨의 발밑에는 시체가 묻혀 있다》(에부리스타 / 카도카와 문고)
- 극본 - 야마오카 준페이, 타케이 아야
- 주제가 - Kis-My-Ft2「PICK IT UP」(avex trax)
- 닫는 곡 - BuZZ「LEAN ON ME」(SONIC GROOVE)
- 편성기획 - 이나바 나오토 (후지 TV)
- 프로듀스 - 모리야스 아야 (공동 TV)
- 연출 - 사토 유이치, 야마우치 다이스케
- 제작 - 후지 TV
- 제작저작 - 공동 TV

### 방송 날짜
| 화수                                           | 방송일   | 부제                                 | 각본            | 연출            | 시청률 |
| ---------------------------------------------- | -------- | ------------------------------------ | --------------- | --------------- | ------ |
| 제1화                                          | 4월 23일 | 괴짜! 완미! 뼈를 좋아 여자 나타나다! | 야마오카 준페이 | 사토 유이치     | 6.9%   |
| 제2화                                          | 4월 30일 | 상처받은 미아의 소녀를 지키자!       | 야마오카 준페이 | 사토 유이치     | 6.5%   |
| 제3화                                          | 5월 7일  | 신고! 은사가 남긴 뼈와 마음.         | 야마오카 준페이 | 야마우치 다이덴 | 5.7%   |
| 제4화                                          | 5월 14일 | 대저택 살인! 나는 뼈가되고 싶어요.   | 타케이 아야     | 야마오카 준페이 | 5.0%   |
| 제5화                                          | 5월 21일 | 전직 교사, 슬픈 과거와의 대결        | 야마오카 준페이 | 야마우치 다이덴 | 5.3%   |
| 제6화                                          | 5월 28일 | 사라진 뼈! 제자가 숨기는 진실        | 야마오카 준페이 | 사토 유이치     | 4.2%   |
| 제7화                                          | 6월 4일  | 친구야 죽지마! 저주를 찢어!          | 타케이 아야     | 야마우치 다이덴 | 4.8%   |
| 제8화                                          | 6월 11일 | 석양에 숨겨진 노파의 마음            | 야마오카 준페이 | 사토 유이치     | 5.4%   |
| 제9화                                          | 6월 18일 | 왜 당신이 ... 사건의 흑막!           | 타케이 아야     | 야마우치 다이덴 | 4.4%   |
| 최종화                                         | 6월 25일 | 사신 VS 표본사! 목숨은 내가 지킨다   | 야마오카 준페이 | 사토 유이치     | 4.9%   |
| (시청률은 5.3% 칸토 지구·비디오 리서치사 조사) |          |                                      |                 |                 |        |

- 첫회는 15분 확대 (21:00 ~ 22:09).